# Мегалезія
Мегалезійські ігри — засновані у 194 р. до н. е. Ігри на честь Кібели — «Великої матері».
Курульні едили, що влаштовували за свій рахунок Мегалезійські і Римські ігри, носили тогу з пурпуровою облямівкою й мали інші знаки пошани, зокрема, курульне крісло й маски предків. Плебейські едили влаштовували Плебейські ігри та свята на честь Керери і Флори.